# Gerard Cooreman
Gérard François Marie (Gerard) Cooreman (Gent, 25 maart 1852 – Brussel, 2 december 1926) was een Belgisch advocaat en politicus voor de katholieke Partij.

## Levensloop
Cooreman groeide op in de katholieke Franstalige Gentse burgerij. Hij studeerde aan het Gentse Sint-Barbaracollege. Cooreman promoveerde tot doctor in de rechten aan de Rijksuniversiteit Gent en vestigde zich als advocaat in Gent. Hij was nochtans vooral actief in de financiële wereld als bankier en verzekeraar. Daarnaast hield hij zich bezig met de katholieke sociale werken in Gent.
Van 1892 tot 1898 zetelde hij voor het arrondissement Gent in de Belgische Senaat en daarna was hij van 1898 tot 1914 voor het arrondissement Gent-Eeklo lid van de Kamer van volksvertegenwoordigers. In het parlement vertegenwoordigde hij de Katholieke Partij. Van 1895 tot 1911 was hij tevens gemeenteraadslid van Gent. In die periode leerde hij ook Charles Van der Cruyssen kennen en steunde hem in zijn verdediging van de belangen van de middenstanders.
Van 24 januari tot 5 augustus 1899 was hij minister van Nijverheid en Arbeid in de Regering-Vandenpeereboom. Tevens was hij van 16 januari 1908 tot 8 augustus 1912 voorzitter van de Kamer van volksvertegenwoordigers. Na de val van de regering-Schollaert in 1911 wilde de koning hem de vorming van het nieuwe kabinet toevertrouwen, maar hij weigerde. In 1912 werd hij tot minister van Staat benoemd en in 1914 verliet hij het parlement om directeur van de Société Générale de Belgique te worden.
Bij het uitbreken van de Eerste Wereldoorlog volgde Cooreman de regering, eerst naar Antwerpen, later naar Le Havre, hoewel hij op dat moment geen ministerportefeuille had en evenmin parlementslid was. Tegen het einde van de oorlog, na het ontslag van kabinetsleider de Broqueville, deed koning Albert andermaal een beroep op Cooreman om de leiding van het kabinet op zich te nemen (1 juni 1918), ditmaal aanvaardde hij. Wellicht werd hij door de koning aangezocht vanwege zijn verzoenende en gematigde houding en om binnen de regering (sinds 1917 verruimd met een liberaal en een socialist) en tussen de regering en het leger de vrede te behouden. De Regering-Cooreman werd op 1 juni 1918 geïnstalleerd, naast Premier werd Cooreman ook Minister van Economische Zaken.
Op 13 november 1918, twee dagen na de wapenstilstand, bood Cooreman het ontslag van zijn regering aan en in de daaropvolgende dagen kwam in Loppem de regering-Delacroix tot stand. Sommigen verweten Cooreman dat hij zijn ontslag te vlug zou hebben gegeven en zo koning Albert vrij spel zou hebben gelaten om zijn wil door te drijven. Op 18 juli 1919 werd hij belast met het voorzitterschap, in co-voorzitterschap met Paul van Iseghem, voorzitter van het Hof van Cassatie, van een onderzoekscommissie om de schendingen van de mensenrechten en het oorlogsrecht door het Duitse leger tijdens de Eerste Wereldoorlog te onderzoeken.
In de politiek stond Cooreman bekend als een bemiddelaar en centrumfiguur. In de Katholieke Partij nam hij een neutrale positie in tussen de christendemocratische en conservatieve groep. Ook inzake de Vlaamse kwestie stelde Cooreman zich gematigd en verzoenend op en toonde hij tijdens en na de Eerste Wereldoorlog veel begrip voor de Vlaamse eisen betreffende de gelijkberechtiging van het Nederlands in het gerecht, de administratie, het leger en het onderwijs. Tijdens zijn korte periode als premier werd een regeling uitgevaardigd rond het taalgebruik bij de militaire strafvordering en werd een Studiecommissie voor de Vlaamse Kwestie opgericht. Deze commissie kwam echter nooit samen.
Hij was gehuwd met Joanna Maria Van Biesen, en had 7 kinderen: Joseph, Victor, Marie, Henri, Guillaume, Marguerite en Michel. Hij is geen directe familie van zijn naamgenoot Jean-Baptiste Cooreman en diens kleinzoon Etienne Cooreman: hun gemeenschappelijke voorouder situeert zich 6 generaties hoger, in de 17de eeuw.
Een kleinzoon van Gerard Cooreman, Paul, was piloot tijdens de Tweede Wereldoorlog en ontving een Distinguished Flying Cross.

## Eretekens
- België: Minister van Staat
- België: Grootlint in de Leopoldsorde[2]
- Frankrijk: Grootkruis Legioen van Eer
- Zweden: Grootkruis Orde van de Poolster
- Japan: Grootkruis Orde van de Rijzende Zon
- Vaticaanstad: Grootcommandeur Orde van Pius